# Mercado de Sonora

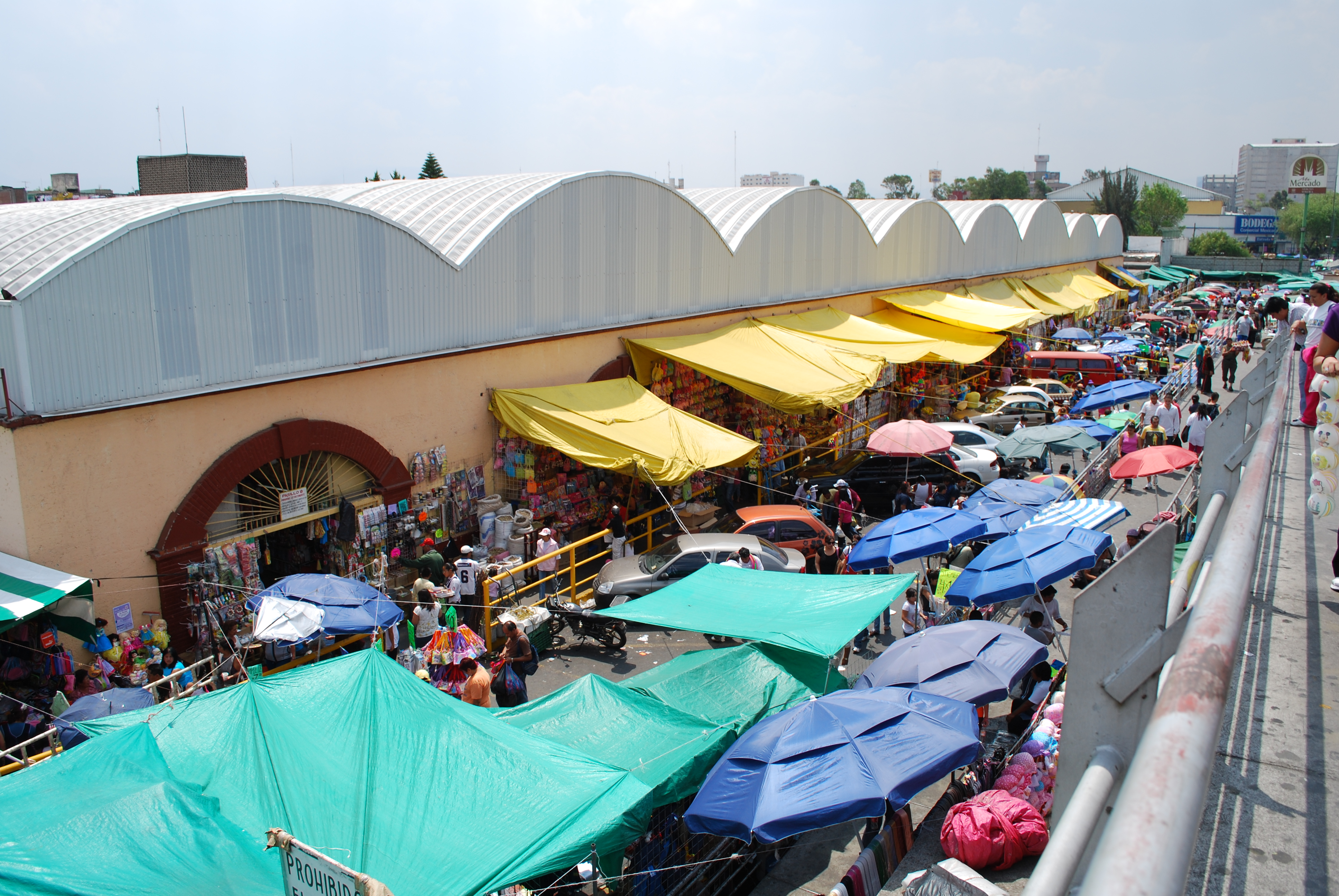
El Mercado de Sonora un sábado por la mañana

El Mercado de Sonora es un mercado tradicional ubicado en la colonia Merced Balbuena, al sureste del centro histórico de la Ciudad de México. Se especializa en una variedad de mercancías como la cerámica, artículos para fiestas y animales vivos, además de dos categorías que lo hacen especialmente famoso: la medicina herbolaria y los artículos relacionados con la magia y el ocultismo. En los últimos años se ha envuelto en controversia ante la venta de animales y el maltrato animal.
Su nombre proviene de la proximidad al desaparecido Cine Sonora, que posteriormente fue convertido en tienda de autoservicio.

## Historia
Originalmente conocido como «Merced Baños» debido a que en sus inicios contaba con instalaciones de baños y regaderas para los comerciantes de la zona, el mercado formó parte de un proyecto gubernamental para regular y organizar el comercio minorista en la ciudad en la década de 1950, junto con otros mercados como Jamaica y La Merced.
El terreno donde se estableció el mercado perteneció anteriormente al barrio de San Pablo Teopan o Zoquipan, un asentamiento xochimilca que formó parte de los Llanos y Rancho de Balbuena, una zona con una larga tradición comercial que data de la época prehispánica y colonial.
La inauguración oficial tuvo lugar el 23 de septiembre de 1957 durante la presidencia de Adolfo Ruíz Cortines y la gestión de Ernesto P. Uruchurtu como jefe de Gobierno del entonces Distrito Federal.
Originalmente, el mercado contaba con un amplio estacionamiento para automóviles, pero con el paso del tiempo ese espacio fue reduciéndose debido al crecimiento del propio mercado. A lo largo de los años, el mercado sufrió diversas modificaciones y anexos, hasta consolidar su estructura actual en 1974, con una extensión aproximada de 10,262 metros cuadrados distribuidos en dos naves principales conocidas como Mercado Merced Sonora 107 y Mercado Merced Sonora Anexo 108.

## Instalaciones
El mercado se encuentra en la colonia Merced Balbuena de la alcaldía Venustiano Carranza, cerca de la estación central de bomberos de la ciudad. Esta zona ha sido tradicionalmente comercial. En el pasado, el área estaba compuesta exclusivamente por calles estrechas y desordenadas, pero aproximadamente al mismo tiempo en que se construyó el mercado, se trazaron varias avenidas principales (conocidas como ejes viales), que hoy rodean gran parte del complejo. Sin embargo, las zonas detrás del mercado aún conservan las antiguas calles angostas.
El edificio consiste en una gran nave, construida principalmente de metal. En su interior, hay numerosos pasillos estrechos que albergan puestos propiedad de comerciantes individuales o rentados por ellos. La mayoría de los comerciantes están organizados según el tipo de mercancía que venden, como artículos para fiestas, cerámica y animales. El poco estacionamiento que queda está ocupado por vendedores ambulantes. Los sábados, cuando el mercado está más concurrido, estos vendedores se desbordan del estacionamiento hacia las calles que lo rodean. Sin embargo, también es el momento en que puede encontrarse la mayor variedad de productos, como nopales y elotes provenientes de Milpa Alta, macetas y tierra de Xochimilco, y hierbas medicinales de Puebla, Morelos y el Estado de México.
A pesar de su importancia, la gran cantidad de vendedores ambulantes en el exterior y la falta de mantenimiento del edificio han deteriorado considerablemente el estado del mercado. Los ambulantes prácticamente ocultan el acceso al mercado y contribuyen a una sensación de inseguridad y falta de limpieza. El edificio, además, no ha recibido un buen mantenimiento desde su construcción. La falta de cuidado ha provocado goteras en el techo, rampas y pisos en malas condiciones, así como problemas de higiene. Ha habido intentos por desalojar a los vendedores ambulantes del área de estacionamiento del mercado, siendo el último operativo registrado en 2002.

## Oferta comercial

### Hierbas medicinales y artículos de esoterismo

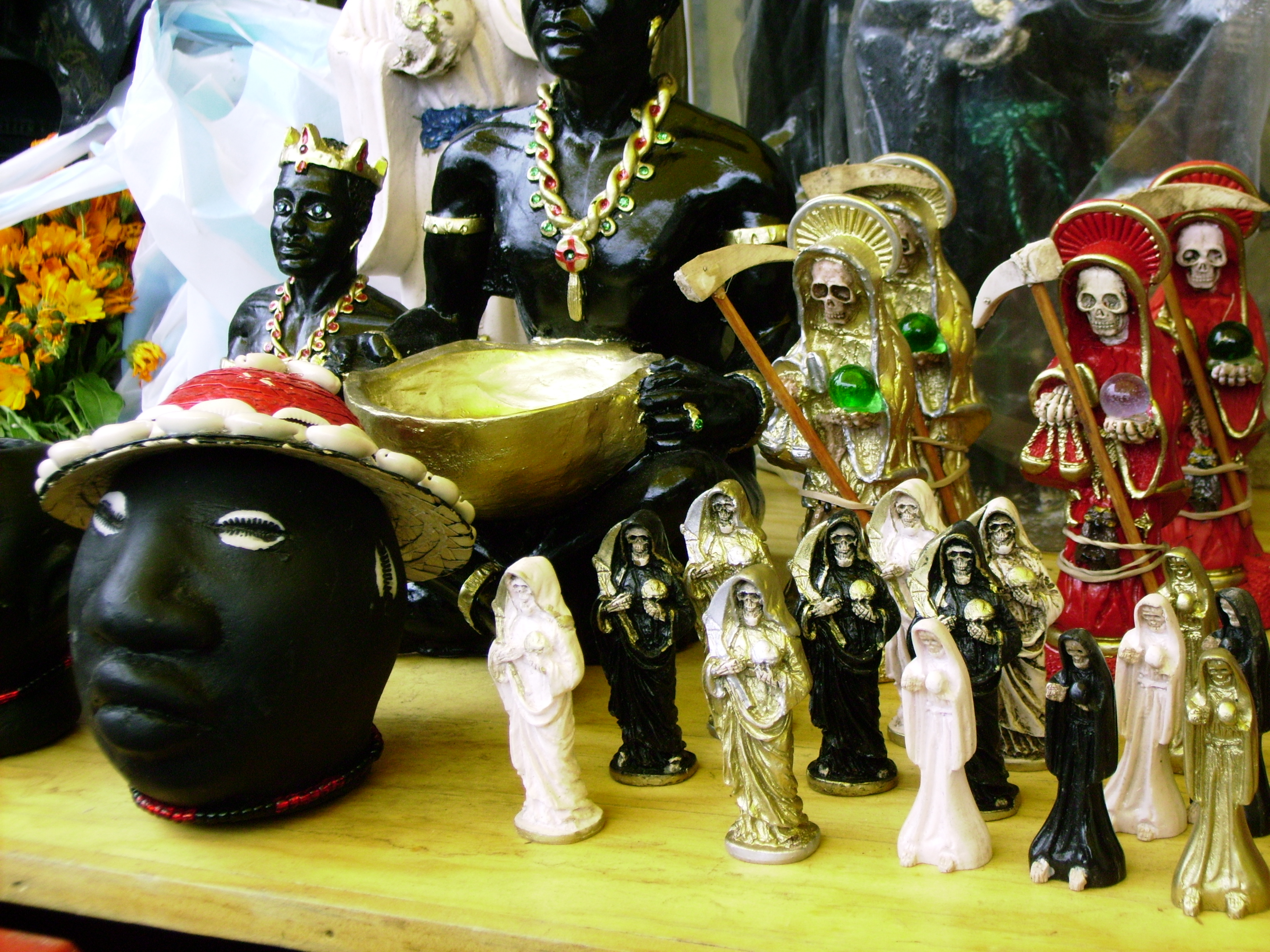
Artículos relacionados con la Santa Muerte y otros.

Lo que caracteriza a este mercado y lo hace famoso son los pasillos dedicados a la herbología, la magia y el ocultismo, los cuales están localizados en la parte de atrás de la larga nave. Esta parte del mercado atrae a clientes de todos los niveles socioeconómicos, así como a turistas, pues es promovido en varias guías turísticas. Los dos tipos de producto, hierbas medicinales y artículos mágicos o de ocultismo no están del todo separados, ya que por siglos la medicina mexicana tradicional ha estado fuertemente ligada con prácticas religiosas y mágicas. La variedad de plantas medicinales vendidas es muy vasta e incluyen hojas de aguacate para las inflamaciones, chiranthodendron para el corazón, flores de jacaranda para el estómago y más. Se ofrecen también serpientes secas, consideradas medicinas para el cáncer, zorrillos secos para “fortalecer la sangre” y estrellas de mar. Los artículos de plantas más fuertemente asociados con magia y religión incluyen cruces de madera de ocote para la buena suerte, cadenas de ajo para alejar al mal y ojos de venado para proteger contra el mal de ojo
El mercado vende artículos de ocultismo relacionados con la magia (blanca o negra), tradiciones de la religión y magia prehispánicas, Santería, el culto a la Santa Muerte, chamanismo y varios otros que demuestran el sincretismo de las creencias y prácticas que existen en la ciudad. El mercado es uno de los centros de la ciudad para prácticas relacionadas con la Santería y el culto a la Santa Muerte. Se estima que cada fin de semana aproximadamente 2,000 personas llegan específicamente a la sección del mercado. Artículos en venta incluyen amuletos, herraduras, velas en una variedad de tamaños, formas y colores, con muchos de los colores teniendo funciones específicas, polvo de oro, sal negra, polvos de ingredientes desconocidos, “agua de San Ignacio” para alejar atención no necesitada, lociones y jabones aromáticos, muchos de los cuales se relacionan a hechizos de amor y muchos más.
Los productos más populares son aquellos relacionados al amor. Hay velas, aceites, amuletos, jabones, agujas, lociones, tabaco, hierbas y servicios como el hacer hechizos y limpias, todos enfocados en encontrar, mantener o recuperar el amor. Los productos tienen nombres como el “atrapahombres”, “ven a mí”, “miel de amor” y “amansa guapos”. La mayoría se relacionan a un ritual de cualquier tipo, aunque sea tan simple como el prender una vela. Otros son más complejos con una mezcla de ocultismo y prácticas religiosas comunes. Hasta la década de los años 1990, antes de que el aborto en México fuera legalizado, un remedio herbal buscado en el mercado era el que promovía la terminación del embarazo. Los vendedores de este producto no daban el tratamiento, sólo instruían a la clientela en que usar y cómo. Los clientes eran responsables de preparar las mezclas y tomarlas para que los riesgos médicos y legales recayeran en ellos mismos. Los riesgos médicos eran serios, pues el tratamiento siempre llevaba a una hemorragia excesiva que requería atención médica. Durante la pandemia de influenza, los negocios del mercado recayeron en un 50%. Sin embargo, para los vendedores de hierbas medicinales, la demanda por una mezcla de 10 hierbas diseñada para prever la gripe mantuvo a un número de vendedores a flote. El remedio incluía eucalipto, bougainvillea y tejocote y se vendía a $80 MXN por kilo. Durante el mismo período, los comerciantes que vendían artículos de la Santa Muerte reportaron las ventas de un número significativo de vestidos blancos para las imágenes, pues el color se asocia con la salud y pureza.

### Cartonería, Día de Muertos, Judas y alebrijes
Este mercado es uno de los sitios tradicionales en la Ciudad de México, para comprar artículos relacionados con el Día de Muertos que se celebra el 2 de noviembre. Durante este tiempo, los pasillos se llenan de artículos alusivos a la fecha como calaveras de azúcar, papel picado (papel de China cortado en diferentes diseños y colgado como banderas), representaciones de esqueletos y mucho más. También hay influencia de Halloween, por lo que es común encontrar artículos para disfrazarse de brujas o fantasmas y Jack-o'-lantern (calabazas talladas para usarse de faroles).
El mercado y el área que lo circunda también son conocidos por la cartonería, una artesanía mexicana que consiste en la fabricación de esculturas de papel pequeñas y grandes. La creación de figuras y artículos decorativos de cartón para usarlos en los festivales comunitarios es una tradición que se remonta a cientos de años. Los momentos de más trabajo para los artistas de la cartonería son el Día de Muertos, cuando la demanda de figuras decorativas —especialmente esqueletos– es más alta, y la Semana Santa, cuando hay demanda para la fabricación de los «Judas», que son imágenes que se utilizan para representar el mal y son quemadas en efigie. Las figuras de Judas son inspiradas en el discípulo que traicionó a Jesús, pero tradicionalmente son representadas como demonios; sin embargo, también pueden ser sustituidas por otras figuras. Frecuentemente, se fabrican «Judas» con la figura de algunos políticos, especialmente aquellos que han participado en un reciente escándalo de corrupción.
Los más conocidos entre los artistas de cartonería son los miembros de la familia Linares, que han estado creando figuras durante cinco generaciones. Para esta familia, como para muchos otros, el trabajo comenzó como una ocupación estacional, pero en la primera mitad del siglo XX, Pedro Linares concibió la idea de fabricar monstruos fantásticos de cartonería que llamó alebrijes. Con el tiempo sus creaciones se volvieron famosas, le trajeron reconocimiento internacional en la década de los años 1970 y son muy demandados por coleccionistas, galerías y museos. Este arte fue la inspiración de uno similar originado en Oaxaca, estado natal de Linares, donde fabrican figuras realizadas con madera local generalmente más pequeñas, pero también representan criaturas fantásticas y están pintadas en brillantes patrones y diseños atrevidos. En 1990, Linares recibió el Premio Nacional de Ciencias y Artes distinguido premio nacional que otorga el gobierno mexicano. La familia Linares sigue creando alebrijes y figuras más tradicionales en sus talleres situados justo detrás del Mercado de Sonora.

### Otras mercancías
Los otros pasillos del mercado se dedican a una serie de especialidades. Algunas áreas están dedicadas a la cerámica y platos para uso diario, gran parte de los cuales provienen del estado de Guanajuato. Estos incluyen platos, tazones, jarras para atole, tazas para el café, grandes bandejas y mucho más. Aunque todavía domina la alfarería tradicional, también se entremezcla con artículos de vidrio más baratos. Otra área vende juguetes y detalles para fiestas. Todavía pueden encontrarse juguetes tradicionales de madera, tela o arcilla, aunque lentamente están siendo reemplazados con los de plástico que son más baratos. Estos incluyen muñecas, yo-yos, baleros y muchos más. Esta zona también tiene artículos para fiestas como sombreros, decoraciones y piñatas, en su mayoría para eventos infantiles. Se venden disfraces para niños de animales, princesas y bailarinas, además del tradicional traje de «indito» que se utiliza sobre todo en las festividades de Corpus Christi.

## Maltrato animal
El inmueble ha sido denunciado durante varias décadas debido a la venta ilegal y al maltrato que sufren todos los animales domésticos (o de granja) en dicho lugar, —además de su hacinamiento—, algunos de tipo ganado como gallinas o gallos, otros son de tipo domésticos, son comercializados mayormente como objetos y no como seres sintientes, además por la «sacrificación de los mismos», debido a creencias, respaldándose como «cultura antigua mexicana».
En 2017, se prohibió la venta de animales en la Ciudad de México, mismas órdenes que no se acataron en el establecimiento.
En 2020, el establecimiento fue suspendido a causa de la pandemia de COVID-19 en México, dejando a cientos de animales abandonados y sin alguna alimentación. Debido a la suspensión de la venta de estos seres vivos en el sitio.
En torno al incendio provocado en noviembre de 2021, el mercado estuvo en el ojo de la mira y su motivo fue los seres vivos (animales) que albergaban en este sitio, su descuidado fueron proyectados en medios de comunicación, los locatarios al momento de que llegaran reporteros al lugar los violentaron para no tomar evidencias de la crueldad animal. Algunos animales fueron atendidos por el personal de la Agencia de Atención Animal.
Después de este incidente y su reapertura, la entonces presidenta de la Ciudad de México, Claudia Sheinbaum Pardo mencionó que dichas acciones fueran acabadas en el sitio.
A la par se han iniciado en páginas web de colectas de firmas como Change.org peticiones para dejar de hacer estas acciones.—A pesar de que se había publicado una petición un año antes—.
En 2023, el Congreso de la Ciudad de México informó la prohibición de venta de animales en diferentes mercados locales de la CDMX.
Para 2024, la Fiscalía General de Justicia de la Ciudad de México (FGJCDMX), en colaboración con la Secretaría de Seguridad Ciudadana (SSCCDMX) y la Procuraduría Ambiental y del Ordenamiento Territorial (PAOT) implementaron un operativo en torno a una denuncia ciudadana, gracias a esta denuncia se lograron rescatar a 24 perros y 29 palomas. En ese año se publica una petición en Change.org.
En 2025, se anunció una marcha colectivay a lo que el gobierno de la actual presidenta de la Ciudad de México Clara Brugada no se pronunció al respecto.